# إدوارد جاي بورنس
إدوارد جاي بورنس (بالإنجليزية: Edward J. Burns) هو عالم اجتماع أمريكي، ولد في 7 أكتوبر 1957 في بيتسبرغ في الولايات المتحدة.